# Denicé
Denicé est une commune française située dans le département du Rhône, en région Auvergne-Rhône-Alpes. Elle fait partie de l'unité urbaine de Lyon.

## Géographie
Denicé se situe à 7 kilomètres à l'ouest de Villefranche-sur-Saône.
Implantée au cœur du Beaujolais, la commune abrite plus de 500 ha de vignes, ce qui en fait l'une des plus importantes du vignoble au regard de la superficie viticole. 

Le Nizerand est le cours d'eau principal qui traverse le village. En amont du bourg, la rivière marque la délimitation de deux zones de production des vins du Beaujolais :
- beaujolais (AOC) (limite nord de l'aire d'appellation) ;
- beaujolais-villages (limite sud de l'aire d'appellation).

La commune compte de nombreux hameaux et lieux-dits : les Barrières, Bénévent, Brondellière, Buffavent, le Buisson, les Bruyères, la Caillotière, le Carra, les Carrières, Cercié, les Charmes, le Chazier, Chevennes, Château-Gaillard, les Cordeliers, Fontmarin, la Forêt, les Franchises, la Grange des Maures, les Gravelles, le Lac, les Louattes, les Maisons-Neuves, Malval, le Mondard, Montromant, le Moulin, Narbonne, les Nouvelles Bruyères, la Picardie, Place Buyat, le Pirevert, Plantigny, le Ponçon, Pouilly, le Rocher, Ronzière, le Signerin, Talancé, la Tuilières, la Vènerie ou Vénerie, le Vivian et le Vivier.
Le bourg est situé au centre du village qui couvre un territoire de 953 hectares, limitrophe des communes de Montmelas-Saint-Sorlin, Saint-Julien, Arnas, Gleizé, Lacenas, Cogny et Rivolet.

### Transports

#### Transport routier
En 1992, la commune est traversée par les chemins de grande communication no 5bis, no 19 et no 20, et les chemins d'intérêt commun no 34 et no 52.

## Étymologie
Denicé proviendrait de Deniciacus, formé sur un nom de personne avec le suffixe gallo-romain -acus. D'autres mentions sont faites de l'origine du nom comme Diniciacus, venant d'un prétendu temple de Bacchus qui y aurait existé.

## Histoire

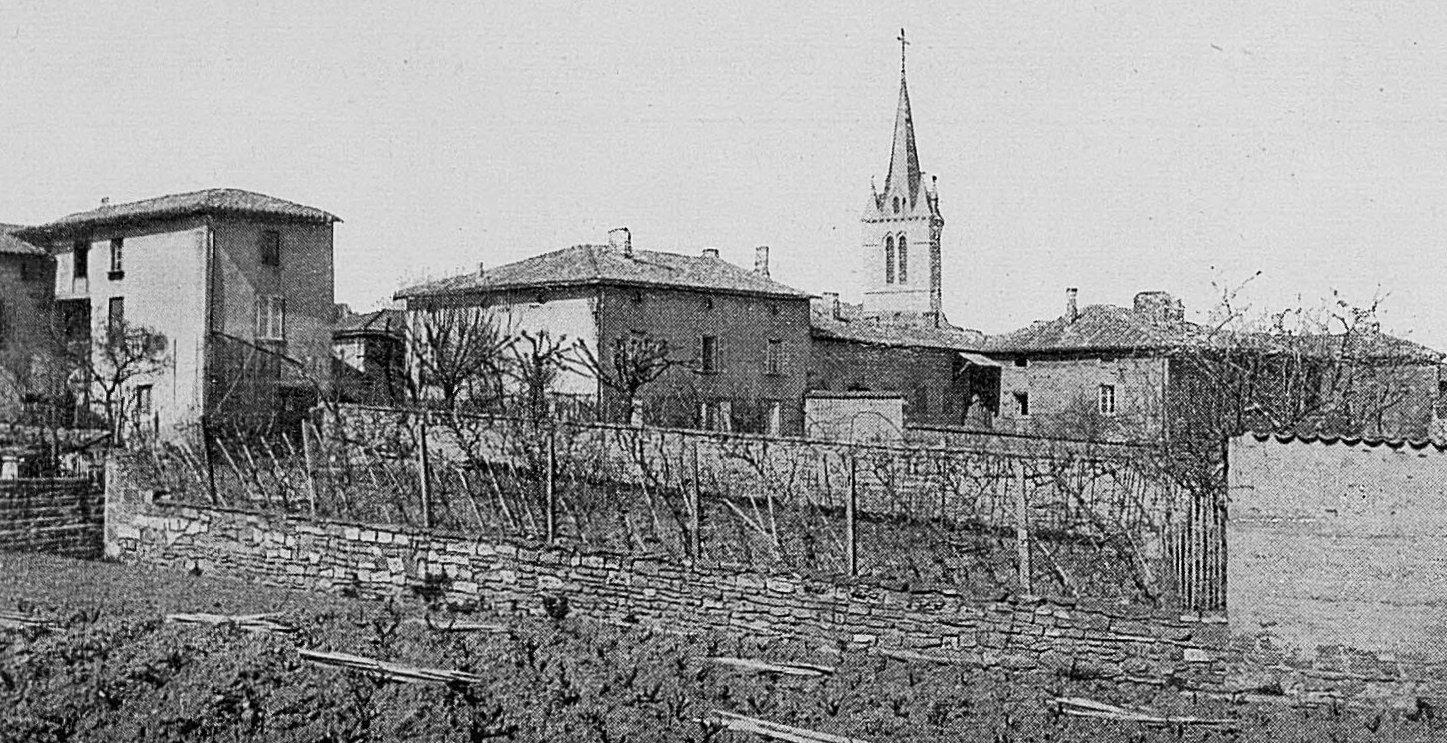
Le bourg au début du XXe siècle.

La plus ancienne mention de Denicé remonte à 1081, sous la mention « in agro Diniacensi » dans le cartulaire de l'abbaye de Savigny.
Au Moyen Âge, Denicé est un prieuré et une paroisse beaujolaise, dépendant de l'archiprêtré d'Anse, de la justice des sieurs de Montmelas et pour le surplus justice et élection de Villefranche. Le prieuré est ensuite réuni au séminaire de Saint-Pothin et de l'île Barbe à la mort du dernier titulaire, M. de Foudras, grand prieur de l'abbaye de Savigny. Le prieur de Denicé nomme les curés des paroisses voisines de Cogny et de Montmelas, tandis que l'archevêque de Lyon est collateur des bénéfices du prieuré.
La paroisse contient trois prébendes, Notre-Dame-de-Chenève, Seignereins et Clavel.
Dès 1651, l'ancienne propriété des sieurs de Beaujeu, le château de Pouilly-le-Châtel, commune qui ne sera absorbé qu'en 1810 par Denicé, n'existe plus.
Par décret du 16 juillet 1810,, la commune absorbe celle voisine de Pouilly-le-Châtel ; celle-ci porta provisoirement, au cours de la Révolution française, le nom de Pouilly-sur-Nizerand,.
Les Deniçois étaient surnommés les Lingueux parce qu'ils étaient experts pour tâter la langue des animaux et déceler leurs maladies lors de au marché aux cochons de qui se tenait aux Maisons Neuves, disparu en 1914.

## Politique et administration

### Liste des maires
| Période                                  | Période  | Identité                | Étiquette | Qualité                                                                  |
| ---------------------------------------- | -------- | ----------------------- | --------- | ------------------------------------------------------------------------ |
| 1810                                     |          | Jean Antoine Sevelinges |           |                                                                          |
|                                          |          | de Taloray              |           | Maire en 1817.                                                           |
|                                          |          | Talencey                |           | Maire en 1820.                                                           |
| 1830                                     | 1875     | Victor Sevelinges       |           | Chevalier de la Légion d'honneur.                                        |
| 1875                                     | 1888     | Joannès Terme           |           | Député (1863-1870) et chevalier de la Légion d'honneur, inhumé à Denicé. |
| 1965                                     | 1977     | Louis Orizet            |           |                                                                          |
| avant 1981                               | ?        | Bernard Brondel         | DVG       |                                                                          |
| 2001                                     | 2020     | Pétrus Roche            |           | Réélu en 2008 et 2014.                                                   |
| 2020                                     | En cours | Jacques Tournier        |           |                                                                          |
| Les données manquantes sont à compléter. |          |                         |           |                                                                          |

### Politique de développement durable
La commune a engagé une politique de développement durable en lançant une démarche d'Agenda 21.

## Population et société

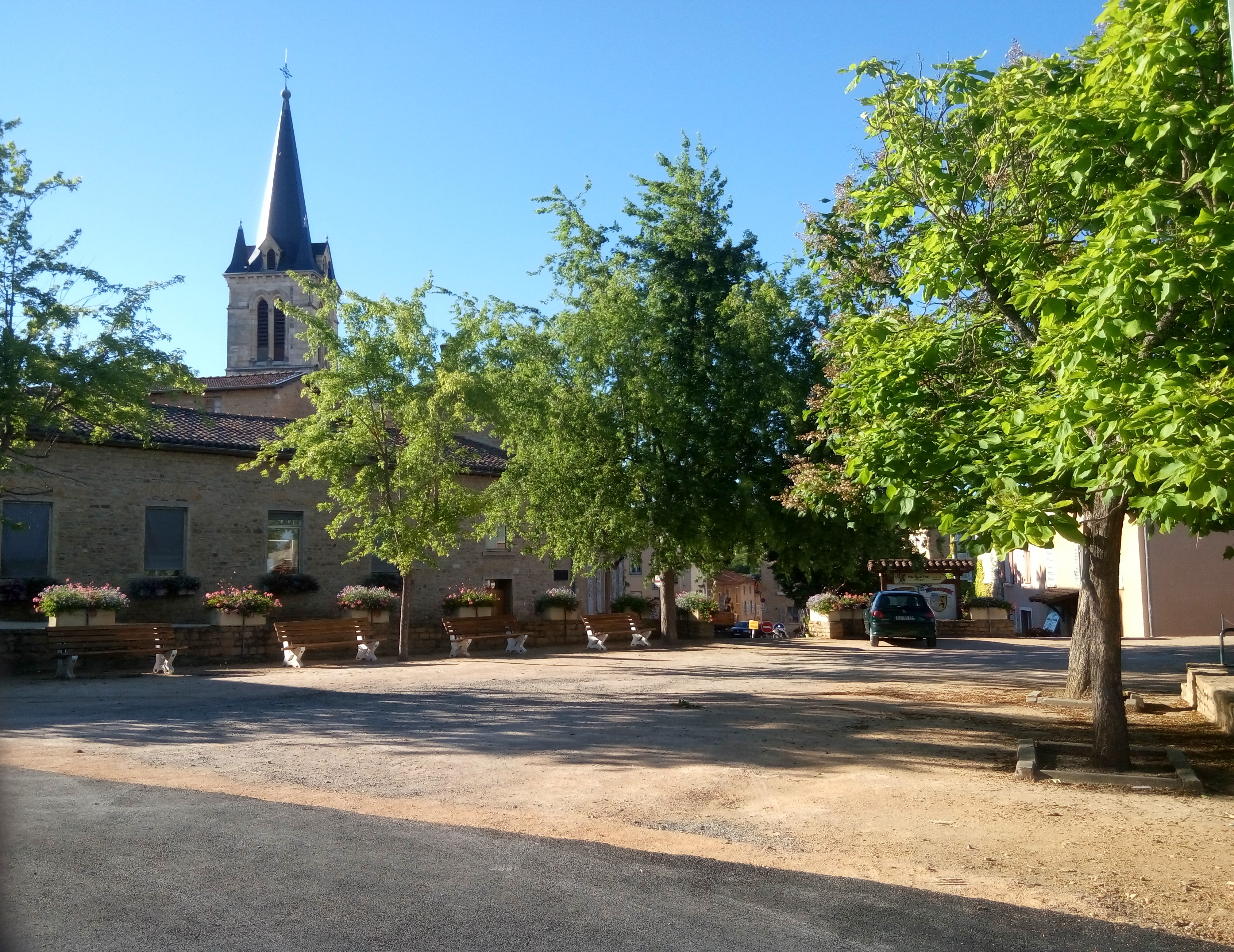
La place du village

### Démographie
L'évolution du nombre d'habitants est connue à travers les recensements de la population effectués dans la commune depuis 1793. Pour les communes de moins de 10 000 habitants, une enquête de recensement portant sur toute la population est réalisée tous les cinq ans, les populations de référence des années intermédiaires étant quant à elles estimées par interpolation ou extrapolation. Pour la commune, le premier recensement exhaustif entrant dans le cadre du nouveau dispositif a été réalisé en 2005.

En 2022, la commune comptait 1 574 habitants, en évolution de +7,29 % par rapport à 2016 (Rhône : +3,93 %, France hors Mayotte : +2,11 %).
| 1793 | 1800 | 1806  | 1821  | 1831  | 1836  | 1841  | 1846  | 1851  |
| ---- | ---- | ----- | ----- | ----- | ----- | ----- | ----- | ----- |
| 734  | 724  | 1 006 | 1 100 | 1 131 | 1 102 | 1 133 | 1 191 | 1 226 |

| 1856  | 1861  | 1866  | 1872  | 1876  | 1881  | 1886  | 1891  | 1896  |
| ----- | ----- | ----- | ----- | ----- | ----- | ----- | ----- | ----- |
| 1 256 | 1 365 | 1 441 | 1 347 | 1 363 | 1 337 | 1 348 | 1 269 | 1 258 |

| 1901  | 1906  | 1911  | 1921  | 1926  | 1931  | 1936  | 1946 | 1954  |
| ----- | ----- | ----- | ----- | ----- | ----- | ----- | ---- | ----- |
| 1 270 | 1 319 | 1 218 | 1 056 | 1 093 | 1 126 | 1 102 | 904  | 1 127 |

| 1962 | 1968  | 1975 | 1982 | 1990  | 1999  | 2005  | 2006  | 2010  |
| ---- | ----- | ---- | ---- | ----- | ----- | ----- | ----- | ----- |
| 994  | 1 004 | 975  | 979  | 1 121 | 1 256 | 1 246 | 1 250 | 1 316 |

| 2015  | 2020  | 2022  | - | - | - | - | - | - |
| ----- | ----- | ----- | - | - | - | - | - | - |
| 1 460 | 1 568 | 1 574 | - | - | - | - | - | - |

### Enseignement
- École maternelle et élémentaire publique.
- École maternelle et élémentaire Saint-Nicolas.

### Manifestations culturelles et festivités
La traditionnelle fête des Conscrits se tient le dernier week-end de février tous les ans.

### Archives
Les archives communales sont versées aux archives du département du Rhône et de la métropole de Lyon, notamment la série EDEPOT74/149, qui possède les plans de l'église Saint-Pancrace et de l'ancienne église Sainte-Marie.

### Sports
- Amicale Boule Deniçoise (sport-boules) ;
- Association Sportive de Denicé (football) ;
- HBC Saint-Julien-Denicé-Gleizé (handball) ;
- ABAC-Centre équestre de Denicé (équitation).

### Climat
Pour des articles plus généraux, voir Climat d'Auvergne-Rhône-Alpes et Climat du Rhône.
En 2010, le climat de la commune est de type climat océanique altéré, selon une étude du Centre national de la recherche scientifique s'appuyant sur une série de données couvrant la période 1971-2000. En 2020, Météo-France publie une typologie des climats de la France métropolitaine dans laquelle la commune est exposée à un climat de montagne ou de marges de montagne et est dans la région climatique  Nord-est du Massif Central, caractérisée par une pluviométrie annuelle de 800 à 1 200 mm, bien répartie dans l’année. 
Pour la période 1971-2000, la température annuelle moyenne est de 11,7 °C, avec une amplitude thermique annuelle de 18 °C. Le cumul annuel moyen de précipitations est de 788 mm, avec 9,5 jours de précipitations en janvier et 6,7 jours en juillet. Pour la période 1991-2020, la température moyenne annuelle observée sur la station météorologique de Météo-France la plus proche, « Liergues_sapc », dans la commune de Porte des Pierres Dorées à 4 km à vol d'oiseau, est de 12,1 °C et le cumul annuel moyen de précipitations est de 710,2 mm,. Pour l'avenir, les paramètres climatiques de la commune estimés pour 2050 selon différents scénarios d'émission de gaz à effet de serre sont consultables sur un site dédié publié par Météo-France en novembre 2022.

## Urbanisme

### Typologie
Au 1er janvier 2024, Denicé est catégorisée commune rurale à habitat dispersé, selon la nouvelle grille communale de densité à sept niveaux définie par l'Insee en 2022.
Elle appartient à l'unité urbaine de Lyon, une agglomération inter-départementale regroupant 123  communes, dont elle est une commune de la banlieue,,. Par ailleurs la commune fait partie de l'aire d'attraction de Lyon, dont elle est une commune de la couronne,. Cette aire, qui regroupe 397 communes, est catégorisée dans les aires de 700 000 habitants ou plus (hors Paris),.

### Occupation des sols
L'occupation des sols de la commune, telle qu'elle ressort de la base de données européenne d’occupation biophysique des sols Corine Land Cover (CLC), est marquée par l'importance des territoires agricoles (96,6 % en 2018), une proportion sensiblement équivalente à celle de 1990 (97 %). La répartition détaillée en 2018 est la suivante : cultures permanentes (63,1 %), prairies (24,1 %), zones agricoles hétérogènes (9,3 %), zones urbanisées (3,4 %). L'évolution de l’occupation des sols de la commune et de ses infrastructures peut être observée sur les différentes représentations cartographiques du territoire : la carte de Cassini (XVIIIe siècle), la carte d'état-major (1820-1866) et les cartes ou photos aériennes de l'IGN pour la période actuelle (1950 à aujourd'hui).

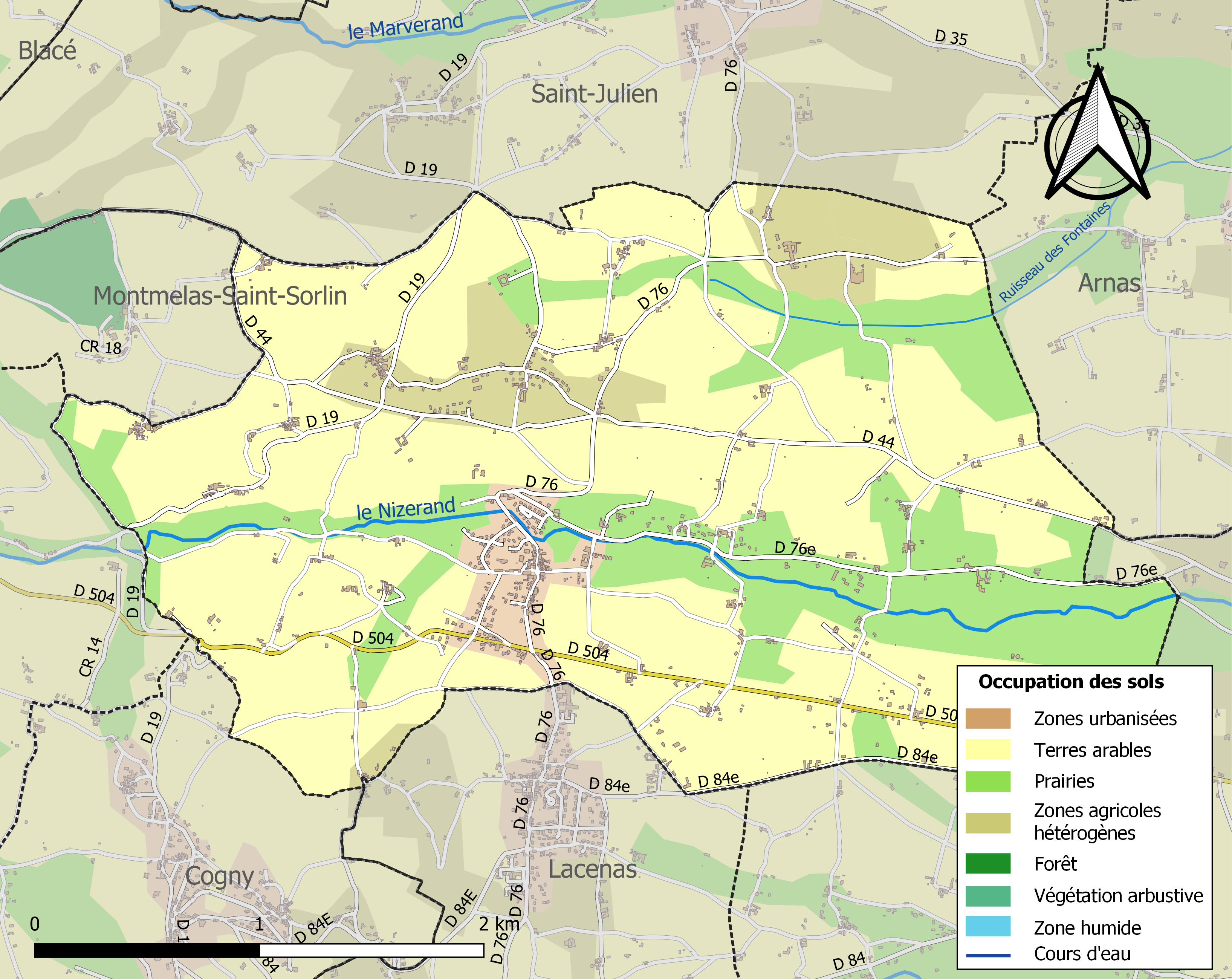
Carte des infrastructures et de l'occupation des sols de la commune en 2018 (CLC).

## Lieux et monuments

### Patrimoine religieux
Ancienne église Sainte-Marie
L'ancienne église paroissiale de Denicé, détruite pour laisser place à la nouvelle construite entre 1872 et 1875, est placée sous le vocable de sainte Marie. Elle est donnée en 1087 par le seigneur de Beaujeu Humbert II de Beaujeu à l'abbaye de Savigny. Plusieurs travaux de rénovation ont lieu au XVIIIe siècle, le clocher en 1732 et la toiture en 1736. L'église est allongée, l'abside à cinq pans est éclairée par des baies ogivales séparées par des contreforts, le clocher rectangulaire placé au-dessus du chœur voûté est éclairé par des baies jumelées, la nef est lambrissée. Un plan de l'ancienne église Sainte-Marie est déposé aux archives du département du Rhône et de la métropole de Lyon en série EDEPOT74/149.

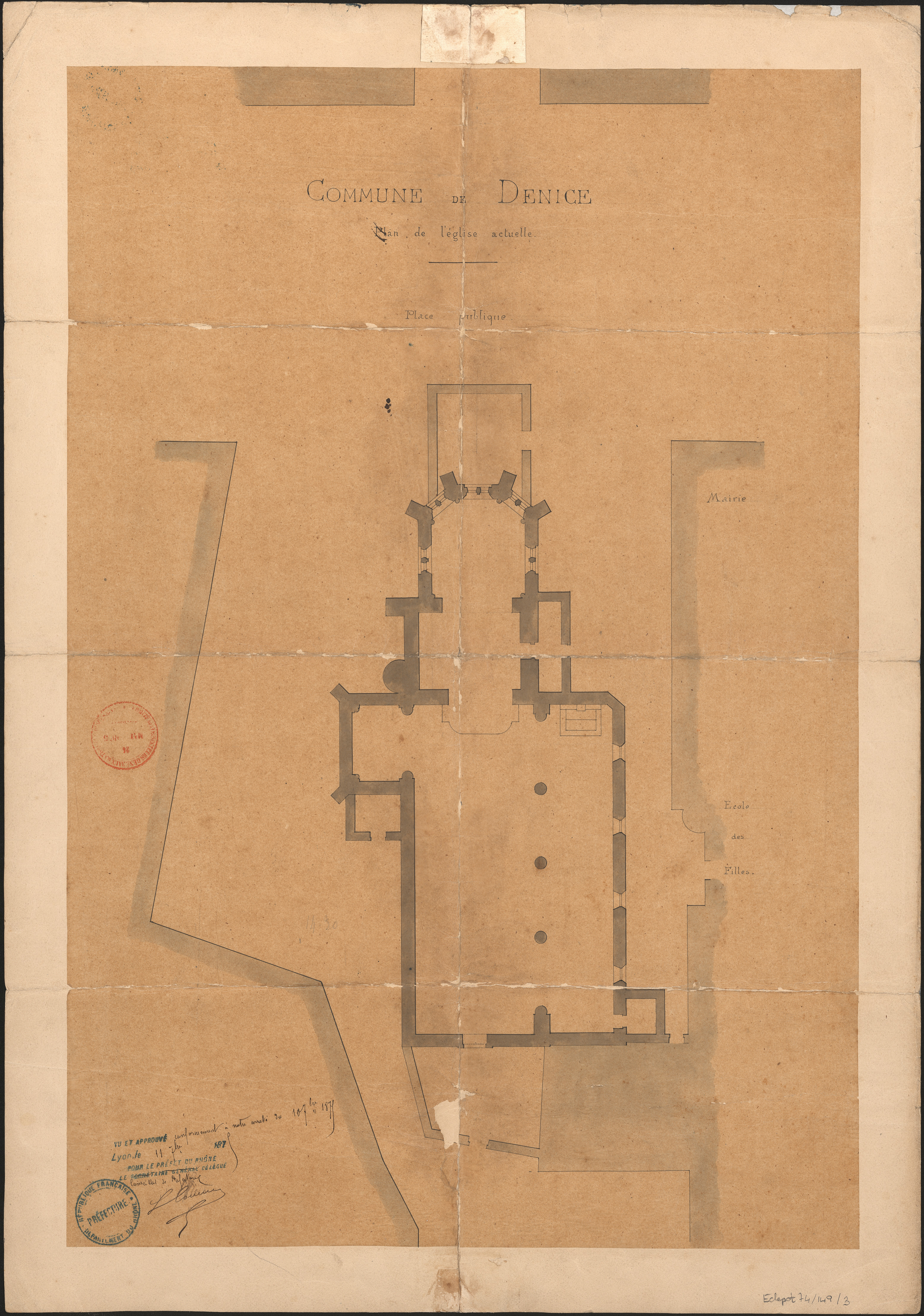
Plan de l'ancienne église Sainte-Marie.

Ancienne église de Pouilly-le-Châtel
Aujourd'hui disparue, l'église placée sous le vocable de saint Andronique est mentionnée en 1225. Dès 1719, elle est dite « pauvre et peu en état. » Vendue comme bien national en l'an IX de la République, elle tombe « par vétusté ».
Église Saint-Pancrace de Denicé
Construite entre 1872 et 1875, elle est l'œuvre de l'architecte Louis-Frédéric Benoît. Mêlant pierres jaunes et blanches, elle est de style néo-gothique. Occidentée et précédée par un narthex, elle possède trois vaisseaux et six travées. Le chœur possède une abside à trois pans. Le clocher, restauré en 1977, est carré, coiffé d'une flèche cantonnée de clochetons. Le tympan du portail s'orne d'un bas-relief représentant la scène de l'Évangile « Laissez venir à moi les petits enfants ». L'abside est ornée de deux compositions murales dues à Henry de Gaudemaris, datées de 1893, une Adoration des Bergers et une Ascension du Christ. L'autel de la Vierge, l'autel latéral, la chaire à prêcher, les boiseries et stalles du chœur et de la nef, ainsi que deux confessionnaux en bois datent du XIXe siècle, tout comme l'ensemble des statues en pierre (Vierge à l'Enfant encadrée de sainte Bernadette de Jeanne d'Arc, saint Pancrace entouré de saint Christophe et du curé d'Ars). Les vitraux non datés ni signés présentent au centre la vie du Christ, à droite des scènes de la vie de saint Pancrace et à gauche, des scènes de la vie de la Vierge. De part et d'autre du porche se trouvent deux vitraux de 1878, un Christ du Sacré Cœur et la Vierge. Parmi le mobilier liturgique figurent des chasubles, des candélabres, des croix de processions, deux croix d'autel, un calice. Les cloches datent de 1846 et sont signées Burdin Aîné. Les plans de l'église et les projets de façade de 1875 sont déposés aux archives du département du Rhône et de la métropole de Lyon en série EDEPOT74/149.

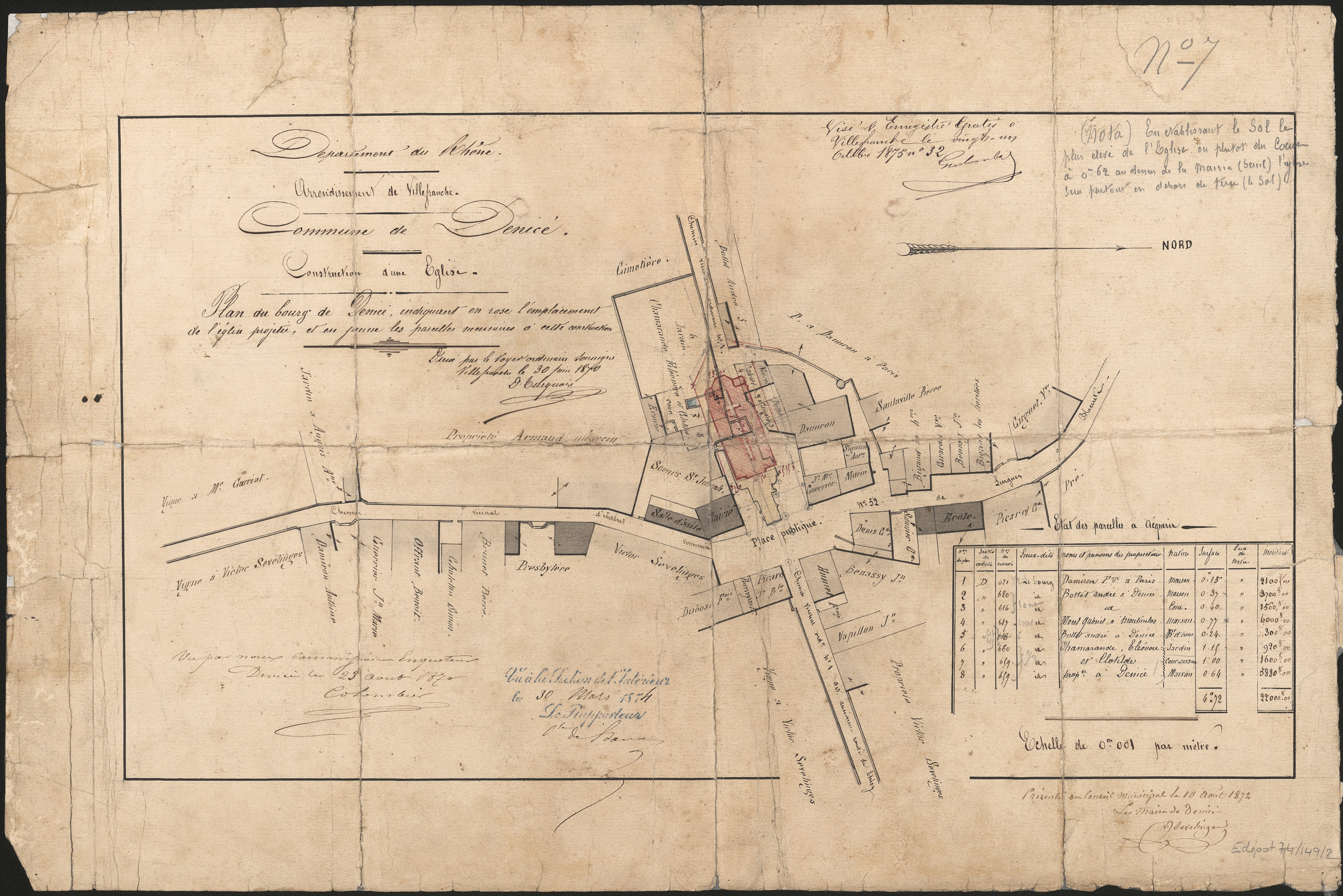
Projet d'insertion de l'église nouvelle dans le bâti ancien en 1875.
Plans de l'église de 1875.
Dessin du projet de la façade.
Dessin de la façade nord.
Plan longitudinal, en coupe.
Plan en coupe de la nef.
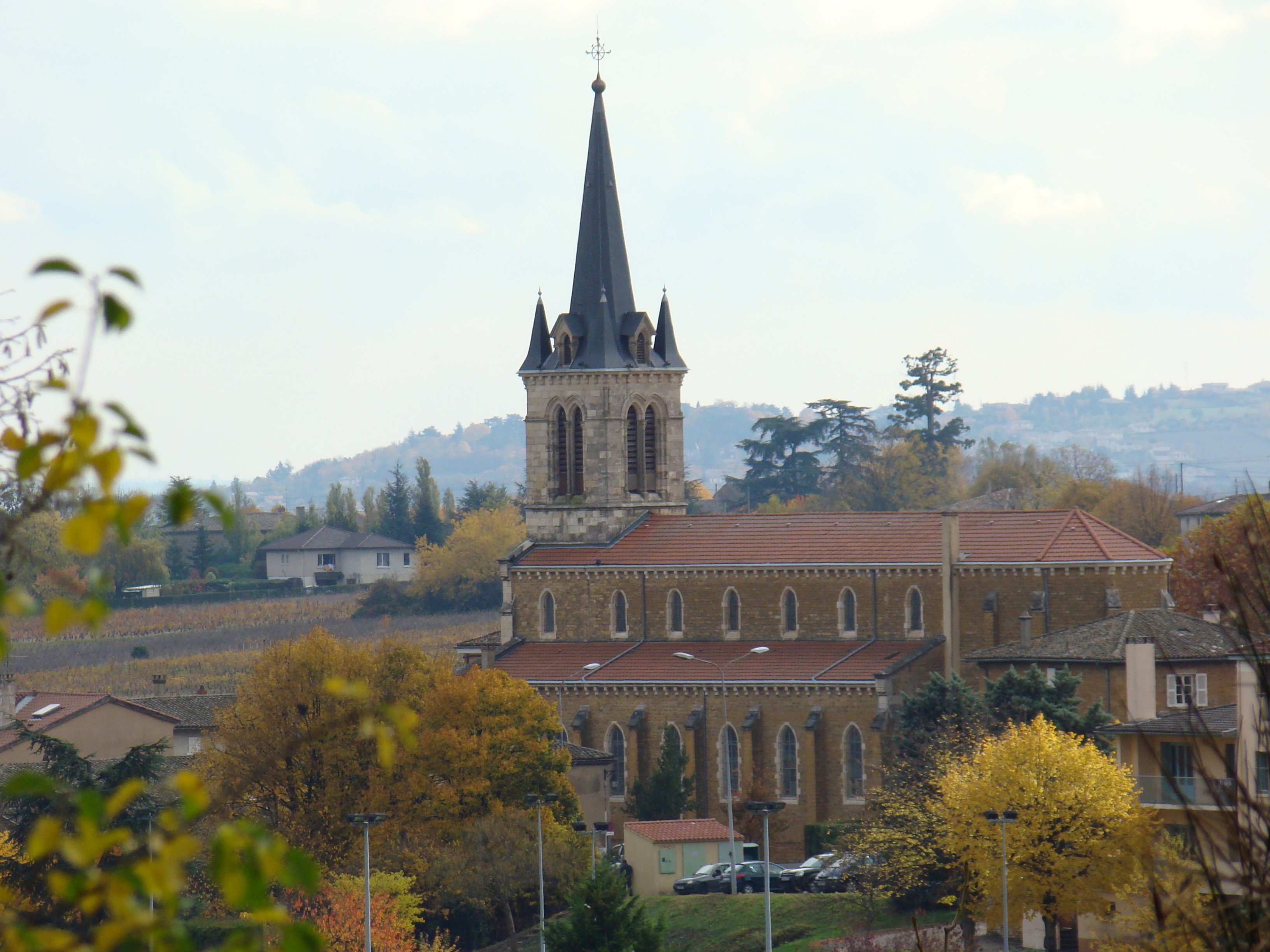
L'église Saint-Pancrace de Denicé, en novembre 2010.

Chapelle de Chevennes
Inscrite au titre des monuments historiques en 1926, l'édifice daterait du XIIIe siècle, son clocher possiblement du XIe siècle ou du XVIe siècle. Elle apparaît en même temps que l'ancienne église Sainte-Marie de Denicé dans un pouillé de 1225 et sert d'église paroissiale. Devenue chapelle lors de sa réunion avec le village de Denicé, elle est reconstruite par le curé Jacques Sornet sous le vocable de Bienheureuse-Vierge-Marie-de-la-Pitié, curé qui s'y fait enterrer en 1507. Entourée d'un cimetière à cette époque, la chapelle est une étape sur la route du pèlerinage de Saint-Jacques-de-Compostelle, comme l'atteste en 1657 l'abondance des aumônes des pèlerins. Elle connaît une longue période d'histoire où il est question de diverses donations et de visites épiscopales. Elle est fermée à la Révolution et tombe à l'abandon. Sauvée de la démolition en 1813 par le maire de Denicé M. Sévelinges qui donne en échange un bâtiment pour réparer la cure de Denicé, elle est restaurée par ses descendants au cours du XIXe siècle, ceux-ci démolissent l'abside. Le 19 janvier 1926, elle est inscrite à l'inventaire des monuments historiques. L'architecte Jean Cateland opère plusieurs travaux à ses frais entre 1967 et 1971 : rénovation de la toiture, réouverture des baies du clochers et consolidation des maçonneries.
Elle possède des décors de style gothique flamboyant avec des arcs brisés moulurés en faisceaux et en berceau. Des excavations béantes sous l'abside détruite montrent qu'il y a un caveau important sous son emplacement. Le portail ouest, surmonté de pinacles ciselé est ouvert d'une porte surmontée d'un gable orné de choux frisés. Une rangée de coquilles, possible allusion à saint Jacques le Majeur, de Compostelle, dont il ne reste que deux exemplaires sur les six que comptait le décor, orne la façade.

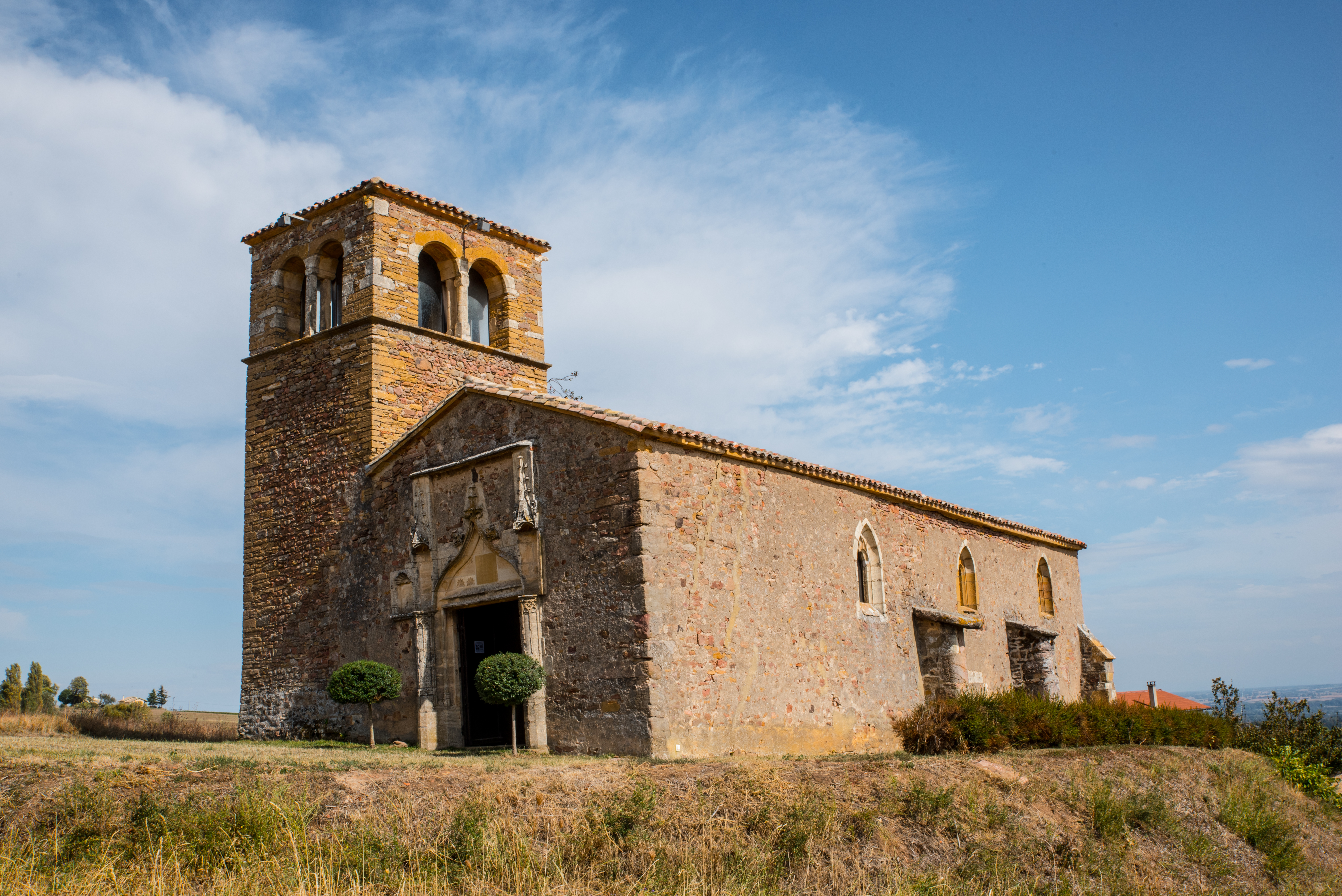
La chapelle de Chevennes, en 2020.

### Patrimoine civil

#### Châteaux
La commune abrite plusieurs châteaux, le château du Grand Talancé, le château du Petit Talancé, le château de Malval, le château de Buffavent et le château de la Vénerie. Le château de Pouilly-le-Châtel a lui, disparu, ses pierres remployées dans les maisons du hameau et au château de la Vènerie.
Château du Grand Talancé
Le fief, appelé d'abord Champvière, appartient au XVIe siècle à la famille Croppet. En 1588, François Croppet vend le château à Jean Hacte qui le cède à son tour au bourgeois de Villefranche Jean Deschamps  à la fin du XVIe siècle. En 1979, le château appartient au général Margot qui a épousé la veuve de M. de Talancé. Le château est fortement remanié au XIXe siècle mêlant communs agricoles et corps de logis formant quadrilatère.
Château du Petit Talancé
Le château dépendait à l'origine du Grand Talancé. Ayant subi un incendie, le château initial n'est pas daté et sa reconstruction date du XIXe siècle. Une tour ronde pourrait dater du XVIe siècle.
Château de Malval
Au XVIe siècle, le château appartient à Guichard ou Gaspard de Serrain, grainetier à Lyon. S'ensuivent plusieurs propriétaires dont Édouard Maliez, ainsi que Édouard Malus (1651, 1718). Il est reconstruit entre 1866 et 1868 par l'architecte Louis Tarchier. Si les communs datent du XVIIIe siècle ou du début du XIXe siècle, le château est bien inscrit dans son XIXe siècle avec ses tours carrés et son toit de tuiles vernissées formant décors géométriques. Le 14 Janvier 2023, un incendie s'est déclaré dans les dépendances du château. Une partie de la toiture a été considérablement détériorée.
Château de Buffavent ou « Grand Buffavent »
D'origine imprécise, il appartient à Louis de Gayand en 1539, possiblement le même que le seigneur de la Tour en 1534. Puis le château change de mains à plusieurs reprises. Le bourgeois lyonnais Perrette en est le propriétaire en 1667, et en 1768, l'ancien avocat du roi au bailliage du Beaujolais Micollier.
Château de la Vènerie
« Vènerie » ou « Vénérie », et comme son nom l'indique, le château est un pavillon de chasses des sieurs de Beaujeu quand ceux-ci résidaient au château de Pouilly. Propriété de Jehan de Rochevelhe en 1596, puis de la famille des du Sauzey de 1598 à la Révolution française, il est agrandi en 1651 avec les matériaux provenant de la destruction du château de Pouilly. En 1793, le château est vendu. Au XIXe siècle, il appartient à M. Knechle. En 1979, il appartient à Antoine Guinaud. C'est un petit château de type bourguignon, entouré sur trois côtés de douves. Il aurait possédé autrefois des peintures murales.
Autres domaines
Parmi les autres édifices importants, peuvent être mentionnés la ferme de Montromand, dépendant d'une maison bourgeoise du XIXe siècle dont certaines fenêtres à meneau datent du XVIe siècle, Plantigny mentionné dès 1339 avec son pigeonnier rond à toit conique, Montgiraud, la maison de Fontmarin qui possède deux cheminées en pierre possiblement des XVIe et XVIIe siècles et le Petit Buffavent dont les portes en anse de panier datent du XVIe siècle.

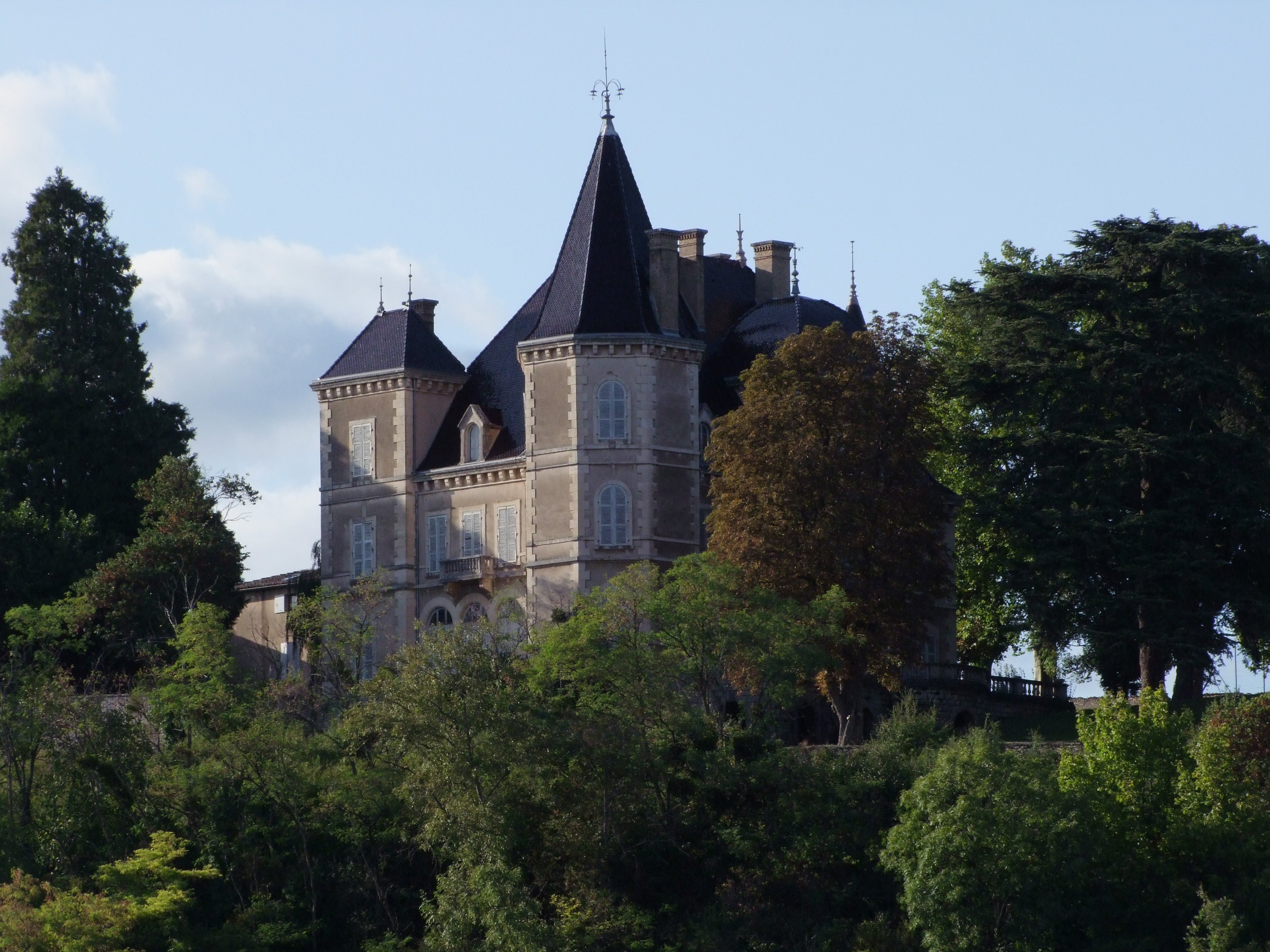
Le château de Malval, en 2009
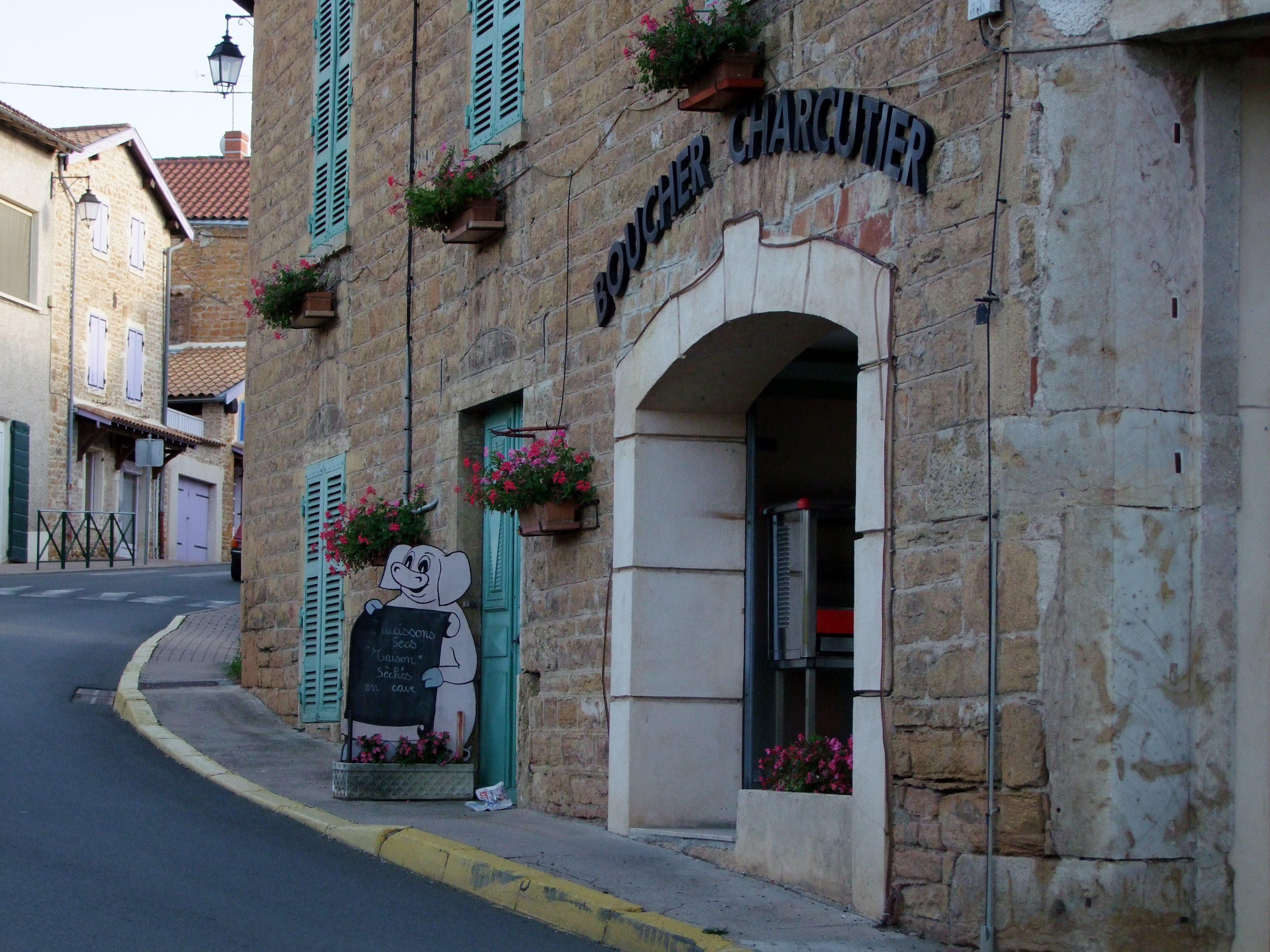
La rue principale de Denicé.

#### Édifices communaux
Mairie
La mairie se trouvait anciennement dans une maison préexistante, avant la construction du bâtiment actuel datant de 1860, sur la place de Denicé, en mitoyenneté avec l'ancienne maison des Sœurs. La salle abrite du mobilier du XIXe siècle (bibliothèque et boiseries), un buste en plâtre de la République, anonyme de la fin du XIXe siècle et la bannière de la Fanfare de Denicé, datée de 1866.
Écoles
En 1853 s'installe la première école, celles des sœurs Saint-Joseph, dont le bâtiment nord était mitoyen de la façade sud de l'ancienne église à l'emplacement possible de l'ancien prieuré. la rampe en fer forgé, les portes, let boiseries et une cheminée, de style Louis XVI, sont du XVIIIe siècle. En 1891, une école de garçons est créée dans la mairie puis déplacée en 1904 dans une maison préexistante, auparavant des Frères Maristes. En 1902 est créée l'école des filles.
Monuments aux morts
Le monument aux morts de 1870 , dont la pierre tombale datée du 30 mai 1897 et comportant le nom des victimes, est placé dans l'angle nord-ouest du cimetière. Le monument aux morts de 1914-1948 est au centre du cimetière, inauguré en 1921.
Cimetière
L'ancien cimetière était au nord de la place actuelle, probablement à l'emplacement des maisons qui la bordent actuellement. De 1842 date un projet d'agrandissement mais il est jugé insalubre. Le cimetière st déplacé en 1886 à son emplacement actuel et agrandi en 1896 et 1982. La plus ancienne tombe, selon l'inventaire de 1982, est la dalle funéraire des familles Talancé et Carra de Vauc, datée de 1806.

#### Habitat vernaculaire
Le logis est traditionnellement de plain-pied, ou un premier étage sur la cave, auquel on accède par un escalier extérieur parallèle à la façade, ramassé, simple ou double et face à la porte d'entrée, protégé par une murette pouvant être remplacée à la fin du XVIIIe siècle ou au début du XIXe siècle par une rampe en fer forgé ou en fonte. Le palier, protégé par une avancée du toit soutenu par un poteau ou une colonne et parfois une galerie, peut atteindre la taille d'une petite terrasse. Les bâtiments d'exploitation agricole sont adossés au logis ou occupent d'autres ailes. Les baies des rez-de-chaussée sont variées, des portes simples, de grandes portes de cuvage et des portes cochères, ces dernières pouvant être animées de boute-roues en pierre, voire en fonte, protégeant les piédroits.
Les murs extérieurs sont parfois renforcés par un pied-de-chèvre ou des contreforts, tandis que les murs intérieurs peuvent arborer une corniche « lyonnaise ». Les portes de logis sont parfois protégées par une marquise en fer forgé ou en verre et les bords de toits par des lambrequins de bois ou de fonte. Il existe profusion d'ouvrages en fer forgé (barreaux, soupiraux, balcons, garde-corps, rampes), témoignages de la présence de forgerons, jusqu'à six vers 1914 et des girouettes faitières (à la Grange-des-Maures, à Bénévent, au Vivant et au Rocher). Les caves sont souvent voûtées, la voûte reposant sur une ou plusieurs colonnes.
Le pré-inventaire datant recense en 1982 encore onze tours anciennes, rondes, carrées ou octogonales, abritant un escalier en vis, outre celles des châteaux du Petit et du Grand Talancé, de Buffavent et de Plantigny, des pigeonniers circulaires (à Plantigny) ou quadrangulaires.
Nombre de maisons possèdent un puits dans la cour, contre le logis sur le côté, le long d'un mur extérieur, de forme ronde, de guérite arrondie, parfois muni d'une pompe. Au XIXe siècle, le puits est placé dans un édicule plat, rectangulaire et adossé, muni d'une pompe et d'une manivelle. De nombreuses sources sont présentes dans la commune, notamment au Vivier où elles sont aménagées.
Les maisons de maître, construites au XIXe siècle, possèdent trois hauts niveaux.

#### Hydraulique
Le lavoir de Saint-Pancrace, construit en 1878, agrandi en 1922, est détruit vers 1967. Les lavoirs du Vivier et du Carra sont encore présents en 1982.
Deux moulins existaient à Denicé, l'un près de la Caillotière, remplacé par une maison possédant une cheminée datée de 1811 ; aucun vestige du moulin n'est attesté. L'autre moulin, celui de Chanay, près du pont de Pouilly, sans doute plus récent, n'a également laissé aucune trace.

## Économie
En 1992, l'économie de la commune est tournée vers les productions de vin, de céréales et de fourrages.

## Personnalités liées à la commune
- Auguste-Jean-Marie Vermorel (1841 - 1871), journaliste, opposant au Second Empire, membre du conseil de la Commune de Paris, né à Denicé
- Louis Orizet, maire de la commune de 1965 à 1977, inspecteur général de l'INAO et écrivain.

## Jumelages
Hallgarten depuis 1986.